# 格隆河畔普法芬霍芬
格隆河畔普法芬霍芬（德語：Pfaffenhofen an der Glonn，德語發音：[pfafn̩ˈhoːfn̩ an deːɐ̯ ˈɡlɔn]）是德国巴伐利亚州的市镇，属于上巴伐利亚行政区达豪县。该市镇总面积为20.90平方千米，截至2023年12月31日总人口为2,301人。